# Powiat Levice
Powiat Levice (słow. okres Levice) – słowacka jednostka podziału terytorialnego znajdująca się w kraju nitrzańskim. Zamieszkiwany jest przez 120 021 obywateli (w roku 2001) z czego 69,1% stanowią Słowacy, 27,9% Węgrzy. Powiat Levice zajmuje obszar 1551 km², średnia gęstość zaludnienia wynosi 77,38 osób na km². Miasta: Šahy, Tlmače, Želiezovce i powiatowe Levice.